# Princípio da superposição
O princípio de superposição, também conhecido como propriedade de superposição, afirma que, para todos os sistemas lineares, a resposta líquida causada por dois ou mais estímulos é a soma das respostas que teriam sido causadas por cada estímulo individualmente. De forma que se a entrada A produz a resposta X e a entrada B produz a resposta Y, então a entrada ( A + B ) produz a resposta ( X + Y ).
Uma função F(x) que satisfaça o princípio de superposição é chamada de função linear. A superposição pode ser definida por duas propriedades mais simples: aditividade e homogeneidade.
F(x1 + x2) = F(x1) + F(x2)     Aditividade
F(ax) = aF(x)                         Homogeneidade
para escalar a. 
Este princípio tem muitas aplicações em física e engenharia porque muitos sistemas físicos podem ser modelados como sistemas lineares. Por exemplo, um feixe pode ser modelado como um sistema linear onde o estímulo de entrada é a carga no feixe e a resposta de saída é a deflexão do feixe. A importância dos sistemas lineares é que eles são mais fáceis de analisar matematicamente. Há um grande corpo de técnicas matemáticas, métodos de transformação linear de domínio de frequência, como Fourier, transformadas de Laplace e operador linear, que são aplicáveis. Como os sistemas físicos geralmente são aproximadamente lineares, o princípio de superposição é apenas uma aproximação do verdadeiro comportamento físico.
O princípio de superposição se aplica a qualquer sistema linear, incluindo equações algébricas, equações diferenciais lineares e sistemas de equações dessas formas. Os estímulos e respostas podem ser números, funções, vetores, campos de vetores, sinais que variam no tempo ou qualquer outro objeto que satisfaça certos axiomas. Observe que quando vetores ou campos de vetores estão envolvidos, uma superposição é interpretada como uma soma vetorial. 

## Relação com a análise de Fourier e métodos semelhantes
Ao escrever um estímulo muito geral (em um sistema linear) como a sobreposição de estímulos de uma forma específica e simples, muitas vezes a resposta se torna mais fácil de calcular.
Por exemplo, na análise de Fourier, o estímulo é escrito como a superposição de um número infinito de sinusoides. Devido ao princípio de superposição, cada uma dessas sinusoides pode ser analisada separadamente e sua resposta individual pode ser calculada. A resposta é ela própria uma sinusoide, com a mesma frequência do estímulo, mas geralmente uma amplitude e fase diferentes. De acordo com o princípio de superposição, a resposta ao estímulo original é a soma (ou integral) de todas as respostas sinusoidais individuais.
Como outro exemplo comum, na análise da função de Green, o estímulo é escrito como a superposição de infinitas funções de impulso e a resposta é, então, uma superposição de respostas de impulso.
A análise de Fourier é particularmente comum para ondas. Por exemplo, na teoria eletromagnética, a luz comum é descrita como uma superposição de ondas planas (ondas de frequência fixa, polarização e direção). Enquanto o princípio de superposição se mantiver (o que é frequente, mas nem sempre - veja a ótica não linear ), o comportamento de qualquer onda de luz pode ser entendido como uma superposição do comportamento dessas ondas planas mais simples.

## Superposição de onda
As ondas são geralmente descritas por variações em alguns parâmetros ao longo do espaço e do tempo - por exemplo, altura em uma onda de água, pressão em uma onda de som ou o campo eletromagnético em uma onda de luz. O valor desse parâmetro é chamado de amplitude da onda, e a própria onda é uma função que especifica a amplitude em cada ponto.
Em qualquer sistema com ondas, a forma de onda em um determinado momento é uma função das fontes (ou seja, forças externas, se houver, que criam ou afetam a onda) e das condições iniciais do sistema. Em muitos casos (por exemplo, na equação de onda clássica ), a equação que descreve a onda é linear. Quando isso for verdade, o princípio da superposição pode ser aplicado. Isso significa que a amplitude líquida causada por duas ou mais ondas que atravessam o mesmo espaço é a soma das amplitudes que teriam sido produzidas pelas ondas individuais separadamente. Por exemplo, duas ondas viajando uma em direção à outra passarão uma pela outra sem qualquer distorção do outro lado. 

### Difraçãoversusinterferência
Com relação à superposição de ondas, Richard Feynman escreveu: 
Ninguém jamais foi capaz de definir a diferença entre interferência e difração de forma satisfatória. É apenas uma questão de uso e não há nenhuma diferença física específica e importante entre eles. O melhor que podemos fazer, a grosso modo, é dizer que quando existem apenas algumas fontes, digamos duas, interferindo, o resultado geralmente é chamado de interferência, mas se houver um grande número delas, parece que a palavra difração é usada com mais frequência.
Outros autores elaboram:
A diferença é a conveniência e a convenção. Se as ondas a serem superpostas se originam de algumas fontes coerentes, digamos, duas, o efeito é chamado de interferência. Por outro lado, se as ondas a serem superpostas se originam pela subdivisão de uma frente de onda em ondas (fontes) coerentes infinitesimais, o efeito é chamado de difração. Essa é a diferença entre os dois fenômenos é [uma questão] de grau apenas, e basicamente são dois casos limites de efeitos de superposição.
Ainda outra fonte concorda:
Na medida em que as franjas de interferência observadas por Young eram o padrão de difração da fenda dupla, este capítulo [difração de Fraunhofer] é, portanto, uma continuação do Capítulo 8 [Interferência]. Por outro lado, poucos ópticos considerariam o interferômetro de Michelson como um exemplo de difração. Algumas das categorias importantes de difração estão relacionadas à interferência que acompanha a divisão da frente de onda, de modo que a observação de Feynman até certo ponto reflete a dificuldade que podemos ter em distinguir a divisão de amplitude e a divisão da frente de onda.

### Interferência de onda
O fenômeno de interferência entre ondas é baseado nesta ideia. Quando duas ou mais ondas atravessam o mesmo espaço, a amplitude líquida em cada ponto é a soma das amplitudes das ondas individuais. Em alguns casos, como em fones de ouvido com cancelamento de ruído, a variação somada tem uma amplitude menor do que as variações de componente, isso é chamado de interferência destrutiva. Em outros casos, como em uma matriz linear, a variação somada terá uma amplitude maior do que qualquer um dos componentes individualmente, isso é chamado de interferência construtiva.

### Partidas da linearidade
Na maioria das situações físicas realistas, a equação que governa a onda é apenas aproximadamente linear. Nessas situações, o princípio de superposição é válido apenas aproximadamente. Como regra, a precisão da aproximação tende a melhorar à medida que a amplitude da onda fica menor. Para exemplos de fenômenos que surgem quando o princípio de superposição não é exatamente válido, consulte os artigos óptica não linear e acústica não linear.

### Superposição quântica
Na mecânica quântica, a principal tarefa é calcular como um certo tipo de onda se propaga e se comporta. A onda é descrita por uma função de onda e a equação que governa seu comportamento é chamada de equação de Schrödinger. Uma abordagem primária para calcular o comportamento de uma função de onda é escrevê-la como uma superposição (chamada de "superposição quântica") de (possivelmente um número infinito) outras funções de onda de um certo tipo - estados estacionários cujo comportamento é particularmente simples. Como a equação de Schrödinger é linear, o comportamento da função de onda original pode ser calculado por meio do princípio de superposição desta forma.
A natureza projetiva do espaço de estados da mecânica quântica faz uma diferença importante: não permite a superposição do tipo que é o tema do presente artigo. Um estado mecânico quântico é um raio no espaço de Hilbert projetivo, não um vetor. A soma de dois raios é indefinida. Para obter a fase relativa, devemos decompor ou dividir o raio em componentes.
Existem algumas semelhanças entre a superposição apresentada no principal nesta página e a superposição quântica. Não obstante, no tópico da superposição quântica, Kramers escreve: "O princípio da superposição [quântica] ... não tem analogia na física clássica". De acordo com Dirac: "a superposição que ocorre na mecânica quântica é de natureza essencialmente diferente de qualquer que ocorre na teoria clássica".

## Problemas de valor limite
Um tipo comum de problema de valor limite é (para colocá-lo de forma abstrata) encontrar uma função y que satisfaça alguma equação 
F(y) = 0 
com alguma especificação de limite
G(y) = z
Por exemplo, na equação de Laplace com as condições de contorno de Dirichlet, F seria o operador Laplaciano em uma região R, G seria um operador que restringe y ao contorno de R e z seria a função que y deve ser igual no limite de R.
No caso em que F e G são ambos operadores lineares, então o princípio de superposição diz que uma superposição de soluções para a primeira equação é outra solução para a primeira equação:
F(y1) = F(y2) = ... = 0, então, F(y1 + y2 + ...) = 0
enquanto os valores de limite se sobrepõem:
G(y1) + G(y2) = G(y1 + y2)
Usando esses fatos, se uma lista pode ser compilada de soluções para a primeira equação, então essas soluções podem ser cuidadosamente colocadas em uma superposição de modo que satisfaça a segunda equação. Este é um método comum de abordagem de problemas de valor limite. 

## Outros exemplos de aplicações
- Na engenharia elétrica, em um circuito linear, a entrada (um sinal de tensão variável com o tempo aplicado) está relacionada à saída (uma corrente ou tensão em qualquer parte do circuito) por uma transformação linear. Assim, uma superposição (isto é, soma) de sinais de entrada produzirá a superposição das respostas. O uso da análise de Fourier nesta base é particularmente comum. Para outra técnica relacionada em análise de circuito, consulte o teorema da superposição.[carece de fontes?]
- Na física, as equações de Maxwell implicam que as distribuições (possivelmente variáveis no tempo) de cargas e correntes estão relacionadas aos campos elétrico e magnético por uma transformação linear. Assim, o princípio da superposição pode ser usado para simplificar o cálculo de campos que surgem de uma dada distribuição de carga e corrente. O princípio também se aplica a outras equações diferenciais lineares que surgem na física, como a equação do calor.[carece de fontes?]
- Em engenharia mecânica, a superposição é usada para resolver as deflexões da viga e da estrutura de cargas combinadas quando os efeitos são lineares (ou seja, cada carga não afeta os resultados das outras cargas, e o efeito de cada carga não altera significativamente a geometria de sistema estrutural).[7] O método de superposição usa as frequências naturais e formas para caracterizar a resposta dinâmica de uma estrutura linear.[8]
- Em hidrogeologia, o princípio de superposição é aplicado ao rebaixamento de dois ou mais poços de água bombeando em um aquífero ideal. Este princípio é usado no método dos elementos analíticos para desenvolver elementos analíticos que podem ser combinados em um único modelo.
- No controle de processo, o princípio da superposição é usado no controle preditivo do modelo.[carece de fontes?]
- O princípio de superposição pode ser aplicado quando pequenos desvios de uma solução conhecida para um sistema não linear são analisados por linearização.[carece de fontes?]
- Na música, o teórico Joseph Schillinger usou uma forma do princípio de superposição como uma base de sua Teoria do Ritmo em seu Sistema de Composição Musical de Schillinger.[carece de fontes?]

## História
De acordo com Léon Brillouin, o princípio da superposição foi declarado pela primeira vez por Daniel Bernoulli em 1753: "O movimento geral de um sistema vibratório é dado por uma superposição de suas vibrações próprias." O princípio foi rejeitado por Leonhard Euler e depois por Joseph Lagrange. Mais tarde, ele foi aceito, principalmente por meio do trabalho de Joseph Fourier. 